# 矮弗氏螳属
矮弗氏螳属（学名：Nannofulcinia）是矮螳科的一属。

## 下属物种
本属包括以下物种：
- Nannofulcinia pulchra Beier, 1965